# ألان فونتين
ألان فونتين (بالفرنسية: Allan La Fontaine) (و. 1910 – 1999 م) هو لاعب كرة القدم الأسترالية، من فرنسا، يلعب كلاعب وسط، توفي عن عمر يناهز 89 عاماً.

## روابط خارجية
- ألان فونتين على موقع AustralianFootball.com (الإنجليزية)
- ألان فونتين على موقع AFLtables.com (الإنجليزية)